# Lumtric
Lumtric (株式会社ラムトリックカンパニー、英: LUMTRIC Co., Ltd.) は、エレクトリックギター、エレクトリックベース ブランド、Sonicを製造・販売している日本の楽器メーカーである。

## 解説
エレクトリック・ギター・メカニズム（リットーミュージック刊）の著者である竹田豊と他2名が1983年10月に設立。
「誠実な仕事をする」を基本理念に自社ブランドSonicの製造販売、他メーカーを含む弦楽器の修理を開始。